# Hydrocotyle elegans
Hydrocotyle elegans är en växtart i släktet Hydrocotyle och familjen araliaväxter.
Arten förekommer i östra New South Wales i Australien. Den beskrevs av Achille Richard 1820.